# District XI van Boedapest

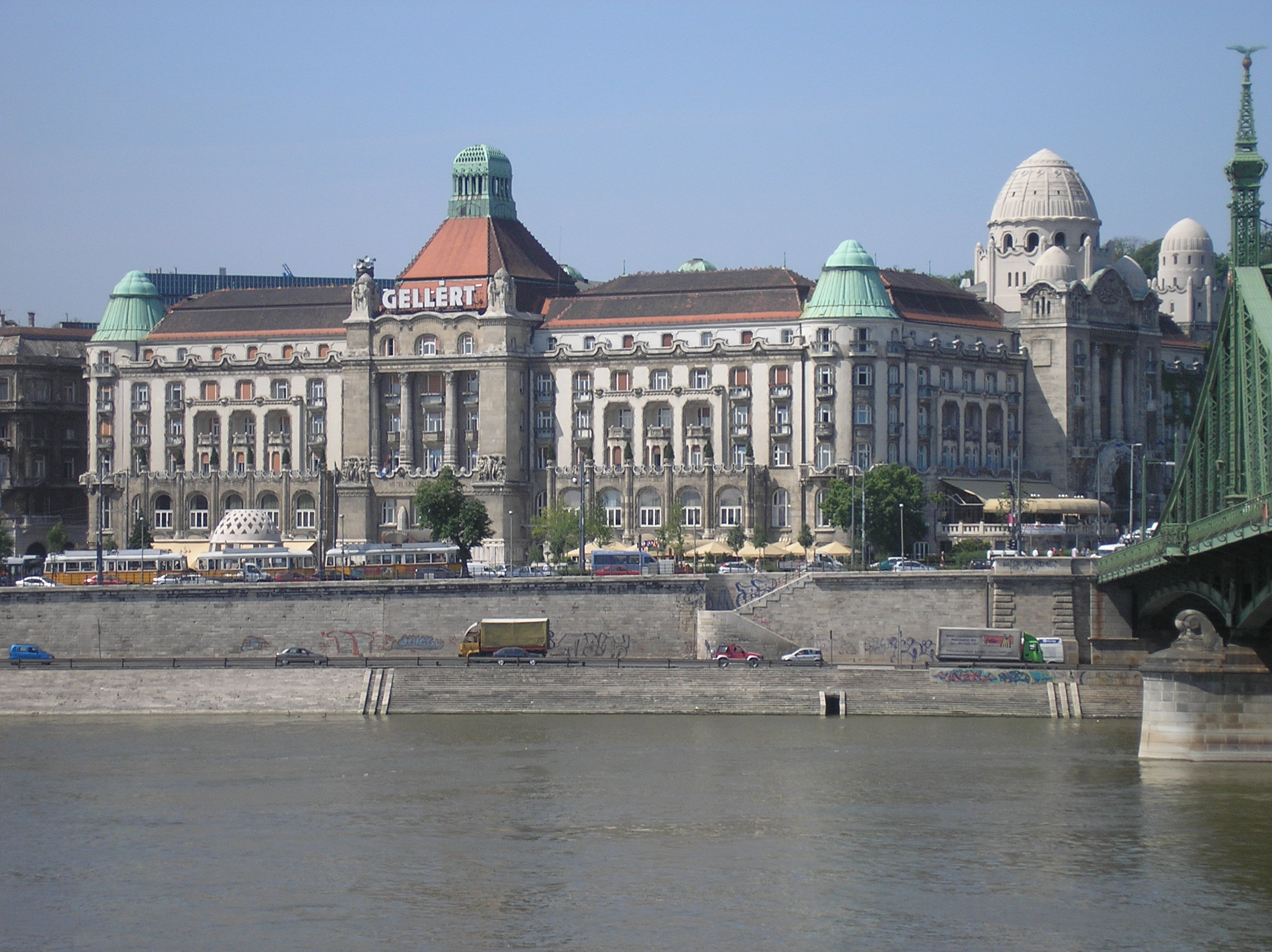
Hotel en kuurbad Gellért

District XI of Újbuda is het grootste district van Boedapest gerekend naar het aantal inwoners (151.812).
Vanuit het oogpunt van verkeer vormt het de westelijke toegangspoort tot de Hongaarse hoofdstad.
Aan het eind van de 19e eeuw ontwikkelde het gebied zich zeer ontstuimig zodat in 1930 werd besloten een afzonderlijk district te maken van het gebied. In 1934 startte het districtsbestuur met haar werk. Tussen 1934 en 1950 heette het district Szentimreváros (Sint Emmerikstad). In 1950 werd Boedapest vergroot met een groot aantal randgemeenten en kwamen de tot dan zelfstandige dorpen Albertfalvá en Kelenvölgy bij het district.
Tussen 1960 en 1980 groeide het district weer snel door de bouw van grote flattenwijken in socialistische stijl.
Ook in de jaren na 2000 groeide het district weer. In 2016 waren er al 151 812 inwoners.

## Bezienswaardigheden
- Citadel Gellértberg
- Grotkapel
- Gellértbadhuis
- Vrijheidsbrug

## Verkeer en vervoer
In het district komt de autosnelweg M1 Boedapest binnen. Belangrijke verkeersroutes zijn de weg naar de Petöfi-brug en de weg naar de Vrijheidsbrug. In de wijk lopen verder tramlijnen 4,6, 18, 41, 47 en 49 en sinds 2014 de vierde metrolijn van Boedapest.

## Loop van de bevolking
- 2019.01.01. 	148 517
- 2018.01.01. 	147 592
- 2017.01.01. 	150 978
- 2016.01.01. 	151 812
- 2015.01.01. 	152 620
- 2014.01.01. 	147 275
- 2013.01.01. 	144 599
- 2012.01.01. 	143 576

I · II · III · IV · V · VI · VII · VIII · IX · X · XI · XII · XIII · XIV · XV · XVI · XVII · XVIII · XIX · XX · XXI · XXII · XXIII